# Combats de Hautem-Sainte-Marguerite

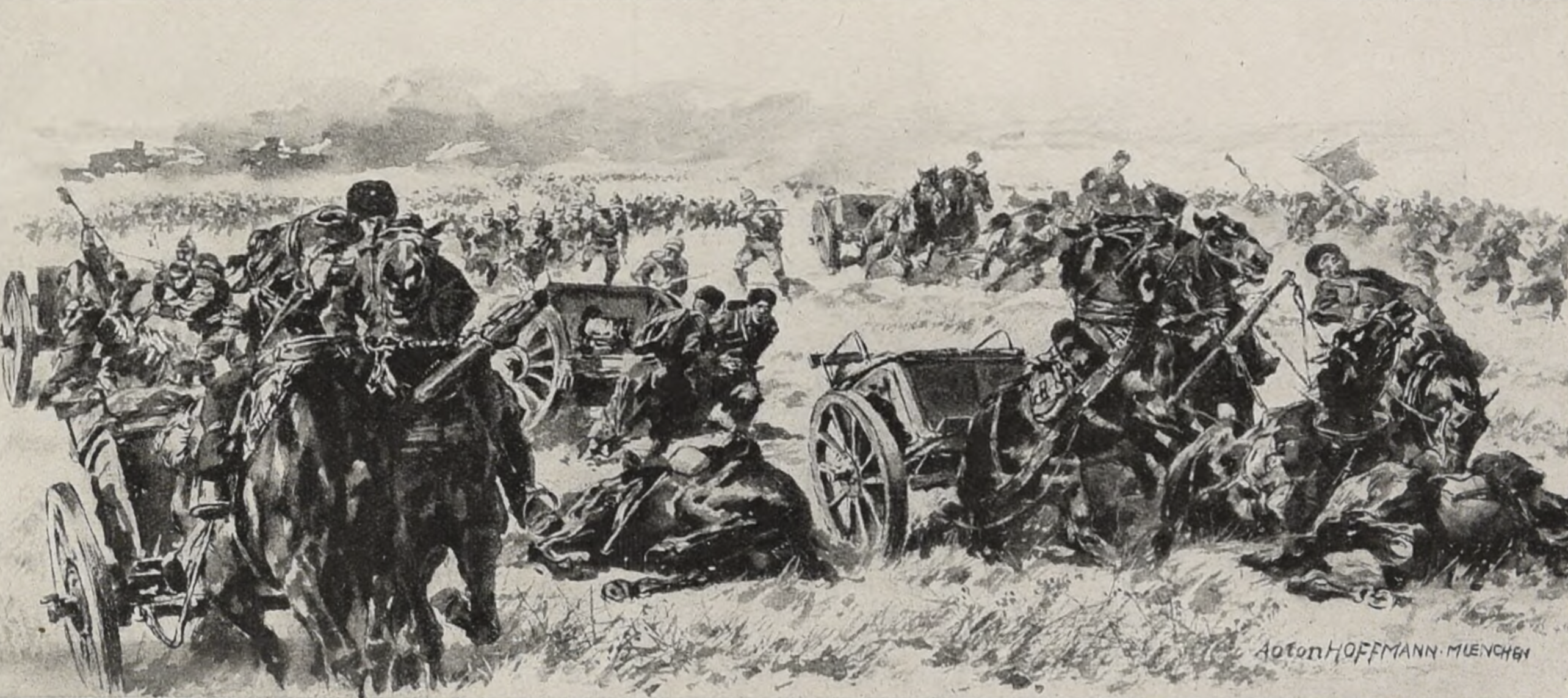
Bataille de Tirlemont, 1914

Les combats de Hautem-Sainte-Marguerite (en néerlandais De Slag op de Zeven Zillen,) sont des affrontements qui opposèrent des troupes belges et allemandes près de Tienen (Tirlemont en français), le 18 août 1914.

## Lieu des combats
Ligne de défense belge établie sur la Gette notamment à Neerlinter, Oplinter, Sint-Margriete-Houtem, Grimde. Le lieu-dit Zeven zillen est le point d'observation occupé par le commandement de la 2e brigade mixte avant les affrontements, et ce nom ne sera attribué aux combats que bien plus tard .

## Préparatifs des combats

### Dans le camp belge
- Parmi les effectifs de la 1re division, trois brigades mixtes de combat sont constituées pendant la première quinzaine du mois d'août :
  - 2e brigade mixte : le 2e régiment de ligne renforcé de deux sections desservant 4 mitrailleuses Hotchkiss + le 22e régiment de ligne renforcé d'une compagnie desservant 6 mitrailleuses Maxim + 1 groupe d'artillerie + 1 peloton de gendarmes
  - 3e brigade mixte : les 3e et 23e régiments de ligne + 1 groupe d'artillerie + 1 compagnie desservant 6 mitrailleuses Maxim + 1 peloton de gendarmes
  - la 4e brigade mixte composée des 4e et 24e régiments de ligne, engagées précédemment dans les combats de Halen et mise au repos autour de Roosbeek et Kumtich
- les soldats belges des 2e et 3e brigades, mobilisés dès le 31 juillet 1914, sont sur place le 5 août 1914. Ils n'ont jamais eu de baptême du feu et ont reçu une préparation militaire et un entraînement trop courts avec un matériel réduit et moins performant que celui de l'ennemi
- Trois redoutes belges érigées le 15 août et non terminées, offrant donc une maigre protection, doivent protéger les servants des trois batteries de quatre canons de 75 mm "Tir rapide", en direction du sud-est [5]

### Dans le camp allemand
- Des militaires allemands en habit civil [6] surveillent discrètement la mise en place des positions belges autour de Tirlemont et des petits groupes de cavaliers allemands sillonnent les environs en éclaireurs
- Les observateurs des avions Taube cartographient méthodiquement la position des troupes belges
- Les troupes allemandes ont subi précédemment des baptêmes du feu qui améliorent leur efficacité
- Des vétérans allemands, dont général von Kluck commandant la 1re armée allemande, qui ont gardé un souvenir amer des francs-tireurs de la guerre franco-allemande de 1870, sont convaincus que des soldats belges portent des vêtements civils et préparent psychologiquement leurs recrues à une guerre "illégale"
- La veille du 18 août, le général von Kluck décide d'envoyer la 18e division autour de Tirlemont
  - 35e brigade (84e régiment d'infanterie+86e régiment de fusiliers) vers Oplinter-Tirlemont
  - 36e brigade (31e+85e régiment d'infanterie) vers Grimde et Tirlemont [7]

## Déroulement des opérations
Après la bataille des casques d'argent à Halen le 12 août 1914, des troupes belges se déploient autour de Tirlemont dans le but de ralentir la progression des Allemands vers Bruxelles et le port d'Anvers.

### Troupes belges engagées dans les combats
Environ 2 200 soldats belges, essentiellement des fantassins, affrontent des troupes allemandes en nombre six fois supérieur :
- la 2e brigade mixte déployée au nord aux avant-postes de Neerlinter (150 hommes) et Oplinter (150 hommes), autour de Vissenaken, Bunsbeek et Sint-Margriet-Houtem (poste de commandement), dans des "petits postes" et dans trois redoutes
- la 3e brigade mixte déployée à l'est et au sud, sur Grimde et Oorbeek [9]

### Les affrontements
Les troupes allemandes progressent d'est en ouest, les combats débutent après midi et montent en intensité vers 13h30 à Neerlinter, premier avant-poste qui cède. Les Allemands appliquent une très bonne tactique, les tirs de leur artillerie sont immédiatement corrigés par le survol du champ de bataille opéré par les Taube et ils attaquent d'abord les troupes belges à coups d'obus, faisant ensuite donner leurs nombreux régiments d'infanterie quand l'artillerie  et les avant-postes belges sont presque neutralisés. Neerlinter et Oplinter cèdent l'un après l'autre et les redoutes cèdent aussi sous l'intensité du feu d'artillerie ennemi. Au surplus, au fil des combats beaucoup d'officiers et sous-officiers figurent parmi les victimes et la moitié des artilleurs sont tués pendant les cinq premières minutes. Enfin, la 3e brigade mixte déployée sur Grimde, qui a subi les incursions allemandes dès 14h00, cesse de combattre vers 16h00.
La supériorité de l'armée allemande s'est imposée clairement vers 14h30. Dès 15h30, l'artillerie allemande a nettoyé le terrain et ses fantassins progressent en priorité vers le poste de commandement de Houtem. Vers 17h00, Grimde est livrée aux Allemands, qui occupent Tirlemont vers 17h40.

### La retraite des troupes belges
Vers 16h30, le colonel Guffens, commandant du 22e régiment de ligne, ordonne aux troupes belges d'entamer une retraite  vers Malines, qui débute vers 17h00. Sur ordre du général Baix, les combattants de la 3e brigade mixte déployés sur Grimde et Oorbeek rejoignent la 1re division après 16h00.
Des soldats du 2e de ligne, restés en arrière-garde pendant toute la journée à la chaussée Tirlemont-Diest et qui n’avaient pas été sollicités, couvrent la retraite du 22e de ligne. Le 23e de ligne et une partie du 3e de ligne font de même à Grimde.
Le 2e de ligne place deux mitrailleuses Hotchkiss sur la route de Louvain et deux sur la route d’Aarschot. À ces endroits, les soldats résistent aussi longtemps que possible jusqu’à ce que leurs positions deviennent intenables et qu’ils doivent les abandonner quand l’artillerie allemande y fait de nombreuses victimes.
Les troupes belges en retraite bivouaquent de nuit à Pellenberg .

### Lacunes dans le camp belge
- pas de reconnaissance aérienne des positions allemandes pour compenser la rareté, dans ce "plat pays", des points d'observation de quelques mètres en altitude
- mauvaise transmission des communications à tous les niveaux, empêchant la bonne exécution des ordres
- douze canons de 75 mm et aucun obusier [14] ne font pas le poids face aux 54 canons légers et 18 obusiers ennemis
- les trois redoutes belges sont inachevées et trop petites pour abriter les nombreux soldats envoyés, parfois malencontreusement, en renfort
- les "petits postes" manquent d'hommes et ne disposent pas de mitrailleuses pour repousser les premiers assauts allemands
- le 2e/22e de ligne a disposé de trop peu de temps pour connaître le terrain comme sa poche
- les artilleurs manquent d'entraînement au chargement du canon. La relation entre distances et angles de tir, qui doit être assimilée préalablement, a dû être définie au coup par coup [15]

## Bilan des combats
Les pertes s'élèvent à 22 officiers et 1 175 soldats, tués, blessés ou/et prisonniers en Allemagne. Parmi eux, 295 soldats - 15 officiers et 280 sous-officiers et soldats - meurent au champ d'honneur, mais des blessés décèdent ultérieurement. Le monument à la porte d’Oplinter porte le nom de 368 morts. Le Tableau d'honneur des combattants du 1er novembre 1919 précise, près de chaque nom, le lieu et le moment précis de la blessure ou du décès.
Les victimes des combats sont inhumées dans le cimetière militaire de Sint-Margriete-Houtem (Hautem-Sainte-Marguerite), la nécropole de l'église Saint-Pierre de Grimde et le cimetière communal de Tienen (Tirlemont).
La nécropole de la chapelle Saint-Pierre de Grimde (Pastorijstraat) à Grimde abrite les corps de 140 soldats, et le général Guffens, ancien commandant du 22e régiment de ligne, décédé en 1943 y est inhumé, selon son souhait, après la Seconde Guerre mondiale.

## Pour la petite histoire
- les soldats belges indemnes qui simulent une blessure ou la mort sont tués sur place par les Allemands, ainsi que les grands blessés achevés à la baïonnette [17].
- le futur général Piron, alors chef de peloton au 2e bataillon du 2e régiment de ligne, y subit son baptême du feu.
- c'est à Sint-Margriet-Houtem que Frans Daels fait ses premières armes de chirurgien au front
- la ligne de défense de la Gette avait pour but de jouer gagnant, mais face à la supériorité écrasante des troupes allemandes, le roi Albert 1er et son état-major lancent peu après midi l'ordre de repli (retraite militaire), qui atteint rapidement la 2e division (en réserve autour de Leuven), et la 1re division à 14h00 [18] dans l'après-midi du 18 août, quand les troupes allemandes sont si proches qu'une retraite ordonnée est impossible, dans le feu des combats
- puisque les pertes s'élèvent à plus de la moitié des combattants et que 13% d'entre eux ont péri sur-le-champ ou peu après leurs blessures, on doit procéder à la réorganisation du 2e/22e régiment de ligne dès le 21 août [19].